# Керк, Расселл
Расселл Керк (англ. Russell Kirk; родился 19 октября 1918, Плимут, Мичиган — умер 29 апреля 1994, Мекоста, Мичиган) — американский писатель, политолог, историк, социальный критик и литературовед.
Керк имел значительное влияние на американский консерватизм XX века, в частности, его книга «Консервативный ум» (1953) была источником вдохновения для послевоенного консервативного движения, основанного на англосаксонских традициях, с особым акцентом на философию Эдмунда Берка. Считается приверженцем традиционного (классического) консерватизма.
В 1989 году он был награждён Президентской гражданской медалью.

## Биография
Рассел Кирк родился в Плимуте, штат Мичиган. Он был сыном Рассела Эндрю Кирка, железнодорожного инженера, и Марджори Пирс Кирк. Кирк получил степень бакалавра в Мичиганском государственном университете и степень магистра в Университете Дьюка. Во время Второй мировой войны он служил в американских вооруженных силах и переписывался с писательницей-либертарианкой Изабель Патерсон, которая помогла сформировать его раннее политическое мышление. Прочитав книгу Альберта Джея Нока "Наш враг — государство", он вступил с ним в аналогичную переписку. После войны он учился в университете Сент-Эндрюс в Шотландии. В 1953 году он стал единственным американцем, которому этот университет присвоил степень доктора литературы.
Кирк изложил программу консерваторов на период после Второй мировой войны, предупредив их: "Горстка людей, некоторые из которых совершенно не привыкли к моральной ответственности такого масштаба, сделала своим делом уничтожение населения Нагасаки и Хиросимы; мы должны сделать своим делом ограничение возможности таких скоропалительных решений".
По окончании учёбы Кирк занял академическую должность в своей альма-матер, Мичиганском государственном университете. Он ушёл в отставку в 1959 году, разочаровавшись в быстром росте числа студентов и акценте на межвузовскую атлетику и техническую подготовку в ущерб традиционным гуманитарным наукам. Впоследствии он называл Мичиганский государственный университет "Коровьим колледжем" или "Университетом Бегемота". Позже он писал, что академические политологи и социологи "как порода - тупые собаки". В конце жизни он преподавал один семестр в год в Хиллсдейлском колледже, где он был приглашенным профессором гуманитарных наук.